# لانس نایک (درجه نظامی)

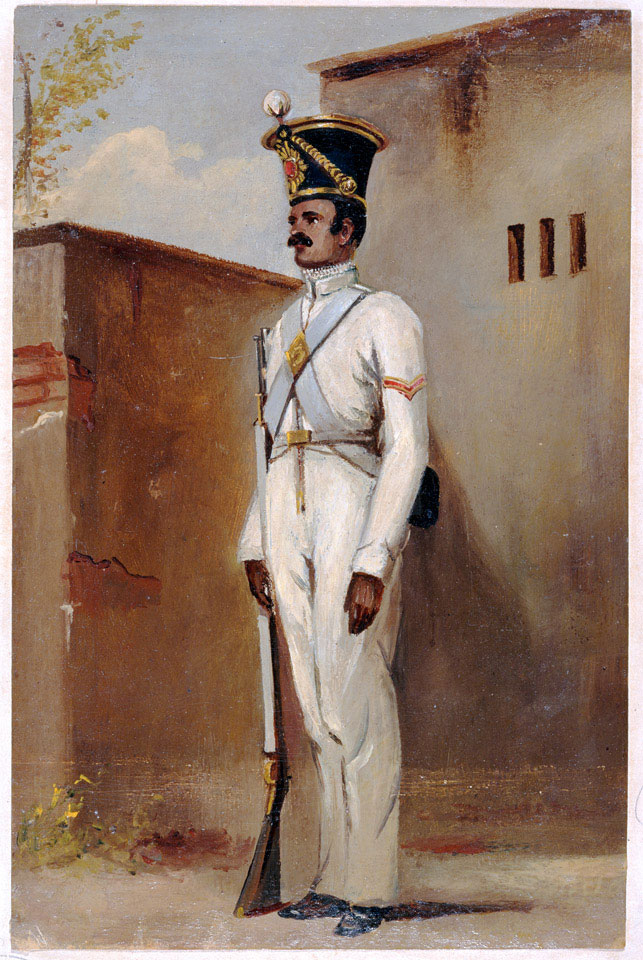
لانس نایک ۶۶ام پیاده نظام بنگال، ۱۸۴۲ توسط الکس هنتر.

لانس نایک یک درجه نظامی معادل سرلشکر در ارتش‌های هند، پاکستان، بنگلادش و ارتش هند انگلیس قبل از سال ۱۹۴۷ بود. لانس نایک درجه نظامی برای پیاده نظام و لانس دیفندر معادل آن در سواره نظام ارتش بود که پایین‌تر از درجه درجه نظامی نایک قرار دارد. نماد درجه لانس نایک یک نشانه "V" شکل است.

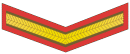
نماد درجه لانس نای